# 女神 (特定人群稱謂)
女神是對外貌美麗、吸引的女性的一種稱呼，通常因為演出電影、電視劇與各種電視節目，或由網路爆紅，而打響知名度。最原為女性神明，後來又指一些被男性仰慕有極度好感甚至迷戀，但難以成為真正戀愛對象的女性，特別是用來稱呼特定的女藝人。她們通常長得非常漂亮、具有清新氣質，而且極受男性歡迎。
該概念源自於臺灣媒體於2009年首創的「宅男女神」詞彙，而成為華語地區的一種特定用語。在2008年間，有不少年輕且擁有性感身材或清純面孔的女生於當時出道進入演藝圈，並廣受大批男性之關注與好感（特指宅男），而由臺灣媒體於2009年首創詞彙「宅男女神」用於稱呼她們（香港著名歌曲「幾分鐘的約會」亦曾經使用女神來形容愛慕一名女性，惟當時並未能於社會通用）。而後，媒體亦取「女神」二字，用於定義所有演藝圈中因參與某些電影或電視劇之拍攝、網路影片之上傳、音樂專輯之發行、主持電視節目等等而知名度快速竄升。
在2020年起的香港，「女神」一詞被用於幾乎所有40歲以下（1980年後出生）的女藝人，在TVB中，部份討論區及報章媒體中，也包括後生新聞女主播。

## 衍生種類

### 宅男女神
演藝圈女神的最初概念。標準是擁有稚氣容顏加上性感身材，而廣受宅男朋友愛好之女藝人稱號，此類女神之人氣通常在所有女神分類中名列前茅。又女神種類之多樣化，使宅男女神之概念逐漸限縮為演藝圈女神種類之一，而並非演藝圈女神之通稱。較為知名的宅男女神例如安心亞、豆花妹、瑤瑤等等皆擁有上述特徵，其中由豆花妹發行之首張音樂專輯亦受到宅男女神稱號興起之影響而命名為《幸運女神》。

### 性感女神
演藝圈當初即有性感象征之名單，而於2009年間因「女神」詞彙之流行，加上具有性感身材的宅男女神安心亞於當時爆紅而極具知名度。由臺灣媒體創始「性感女神」之稱號首先用於安心亞，爾後因廣泛使用於其他同樣具有性感身材之女藝人和女模特兒，而成為演藝圈女神種類之一。此分類亦由ETtoday舉辦的2012女神票選活動採用。

### 女神相關活動之興起
演藝圈女神之概念建立之後，網際網路上時常舉辦有關女神之活動，通常由報章雜誌出版社或網友所舉辦，例如女神票選活動，較為知名者包括2012年春季由FHM男人幫雜誌所舉辦的「FHM全球百大性感女神票選活動」、ETtoday舉辦的「2012新宅男女神票選」等等。或者是女神商品競標活動，例如自由時報舉辦的「夢幻女神掛曆公益拍賣」。